# Juan Aísa
Juan Aisa Blanco (Madrid, Comunidad de Madrid, 4 de marzo de 1971), fue un jugador de baloncesto español, que ocupaba la posición de escolta.  

## Trayectoria
Se formó en las categorías inferiores del Real Madrid, aunque fue en el CB Estudiantes donde desarrolló su mejor baloncesto, jugando en tres etapas distintas. Con la apertura de las fronteras que supuso La Ley Bosman, decidió probar suerte en el baloncesto francés, donde en las dos temporadas que estuvo fue nominado mejor jugador comunitario. Actualmente es el director general de You First Sports, multinacional española de representación de jugadores y marketing deportivo.